# Dyn
Dyn (ранее — Dynamic Network Services) — американская компания, предоставлявшая сетевые сервисы, наиболее известная благодаря сервису динамического DNS DynDNS, который позволял пользователям получить субдомен, привязанный к пользовательскому компьютеру, не имеющему постоянного IP-адреса. Кроме того, предоставляла услуги статического и рекурсивного DNS, регистрации доменов, фильтрации контента, электронной почты, сетевого мониторинга, выпуска цифровых сертификатов SSL, перенаправления URL, VPS.
Основана в 2001 году Джереми Хичкоком (англ. Jeremy Hitchcock), Томом Дэйли (Tom Daly), Тимом Уайлдом (Tim Wilde) и Крисом Райнхардтом (Chris Reinhardt) с целью коммерациализации студенческого проекта, реализованного основателями во время учёбы в Вустерском политехническом институте. Первые годы проект существовал на пожертвования пользователей, в 2008 году запущены сервисы, доступные по платной подписке.
В 2011 году прекращена регистрация новых учётных записей для бесплатного динамического DNS, сохранена лишь возможность пробного периода использования сервиса. С 2011 года одним из основных направлений деятельности стали сервисы мониторинга доступности и производительности сайтов. В 2012 году компания привлекла венчурные инвестиции в размере $25 млн, в мае 2016 года в очередном раунде инвестиций привлечено $50 млн.
В октябре 2016 года серверы компании подверглись массированной DDoS-атаке, в результате которой были несколько часов недоступны десятки крупных веб-сайтов (в том числе Twitter и Netflix), зависящие от сервисов Dyn.
В ноябре 2016 года поглощена корпорацией Oracle, сумма сделки не разглашалась.

## Поглощения
За период самостоятельности компания осуществила ряд поглощений:
- в 2010 году поглощены три компании: EveryDNS[2], EditDNS[3] и SendLabs[4];
- в сентябре 2012 года куплены подразделения поисковой оптимизации и разработки сервисов электронной коммерции компании Incutio[5], затем — DNS-оператор TZO[6];
- 2 января 2013 года приобретена компания-разработчик системы мониторинга производительности и заражения вредоносным программным обеспечением сайтов Verelo[7];
- 13 мая 2013 года поглощён стартап по разработке мобильной панели для электронной коммерции Trendslide[8];
- 23 декабря 2013 года приобретён ReadyStatus — инструмент для уведомления пользователей о плановых и внеплановых остановках сервисов[9];
- 26 марта 2014 года поглощён американский оператор DNS — компания Nettica[10];
- 20 мая 2014 года приобретена фирма Renesys, производитель службы мониторинга облачных сервисов[11].

## DynDNS
Основной сервис компании до 2014 года — услуга динамического сервера доменных имён DynDNS. При регистрации в сервисе DynDNS пользователь получает доменное имя третьего уровня, специальный клиент устанавливается на пользовательский компьютер, или может быть предустановлен в другом сетевом устройстве (таком как веб-камера или роутер). Специальный клиент постоянно отправляет информацию DNS-серверу сервиса DynDNS, тем самым сообщая о своём IP-адресе. Сервер службы DynDNS сохраняет последний IP-адрес пользователя, и при обращении к пользовательскому доменному имени, полученному при регистрации, перенаправляет запрос на этот IP.
В 2019 году Oracle объявила о планируемом закрытии DynDNS в мае 2020 года с переводом действующих клиентов в инфраструктурное облако Oracle.